# Osterley (London Underground)

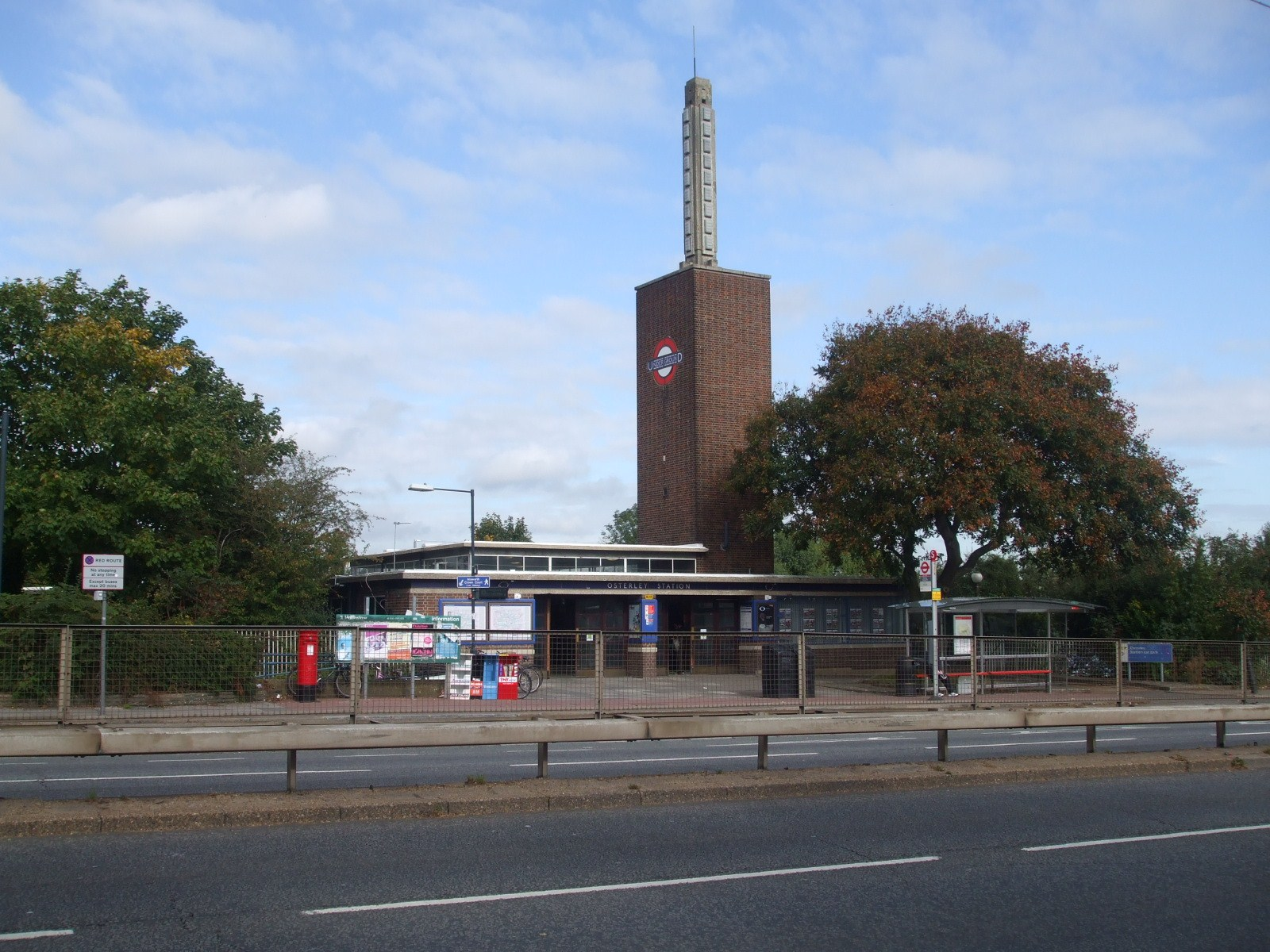
Stationsgebäude

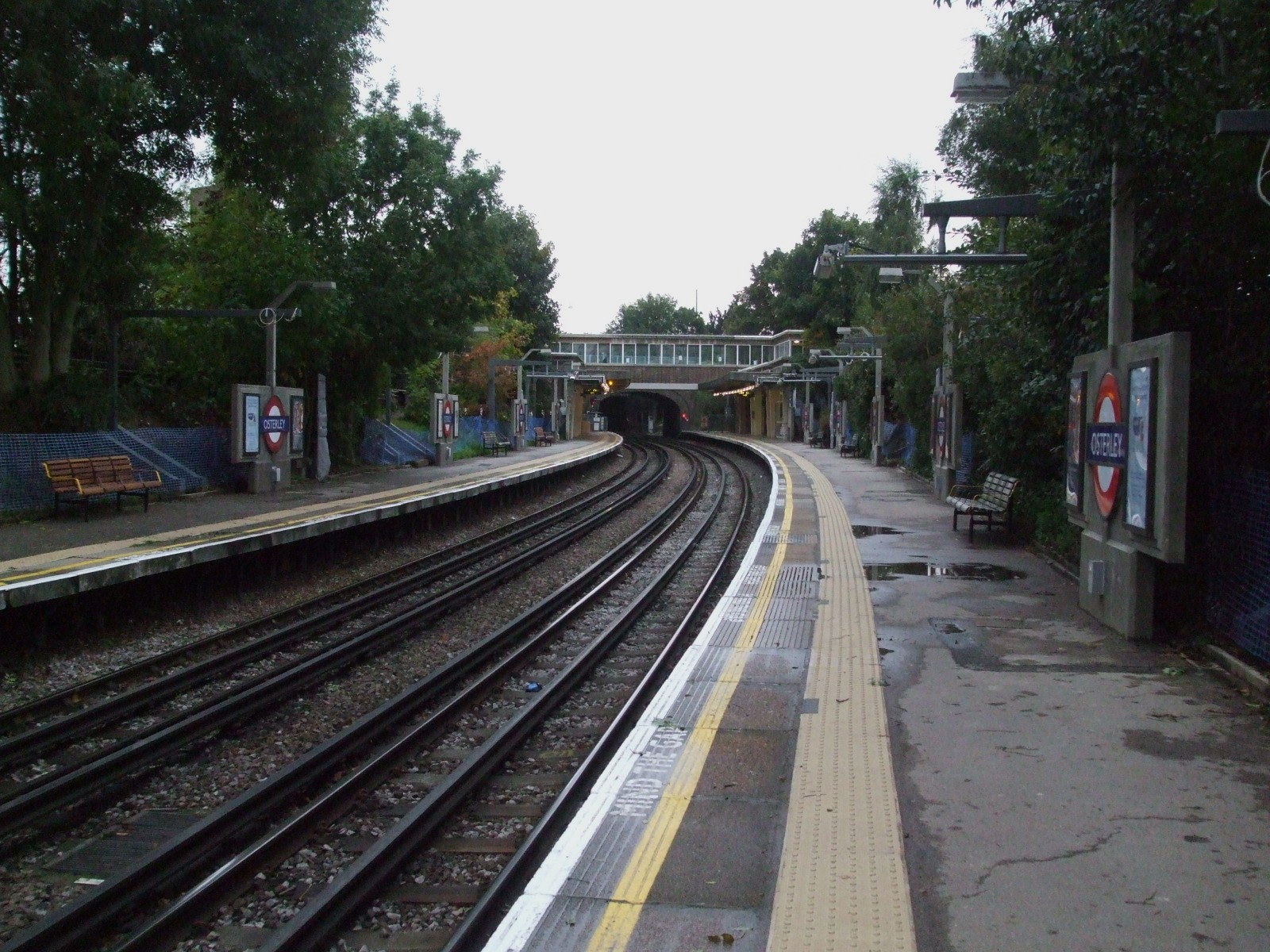
Bahnsteig

Osterley ist eine oberirdische Station der London Underground im Stadtbezirk London Borough of Hounslow. Sie liegt in der Travelcard-Tarifzone 4 an der Great West Road (A4). Im Jahr 2013 nutzten 2,32 Millionen Fahrgäste diese von der Piccadilly Line bediente Station. Rund ein Kilometer nördlich befindet sich das Herrenhaus Osterley Park, zwei Kilometer im Osten liegt das Sendezentrum von Sky plc.

## Geschichte
Die Eröffnung der Station Osterley & Spring Grove erfolgte am 1. Mai 1883, als die Metropolitan District Railway (MDR; Vorgängergesellschaft der District Line) die Strecke zwischen Acton Town und Hounslow Town in Betrieb nahm. Nach der Eröffnung der Zweigstrecke in Richtung Hounslow Barracks (heute Hounslow West) am 21. Juli 1884 verkehrte von Osterley & Spring Grove aus ein Pendelzug nach Hounslow Town. Dessen Betrieb endete bereits am 31. März 1886, wurde aber am 1. März 1903 wieder aufgenommen. Nach Abschluss der Elektrifizierung am 13. Juni 1905 verkehrten sämtliche Züge nicht mehr direkt nach Hounslow Barracks, sondern wendeten im Kopfbahnhof Hounslow Town, bis zur Wiedereröffnung der direkten Strecke am 2. Mai 1909.

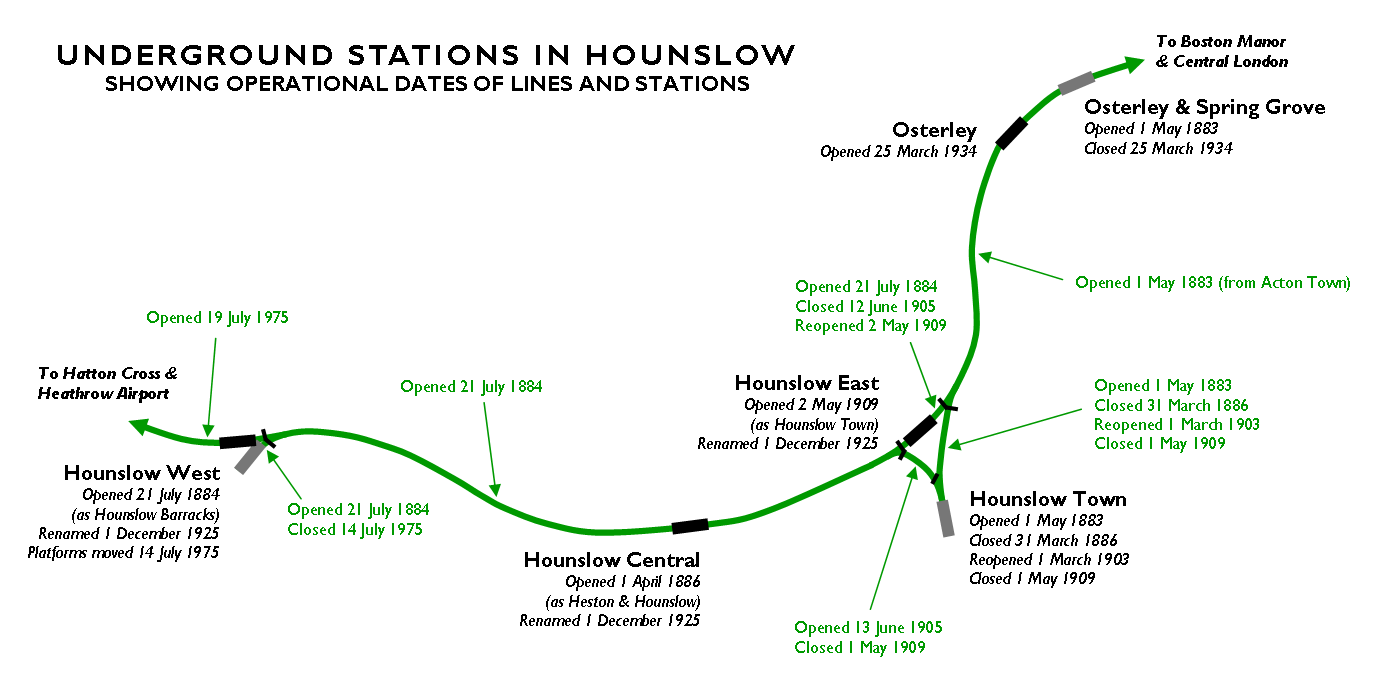
U-Bahn-Stationen in Hounslow

Nachdem Züge der Piccadilly Line ab dem 13. März 1933 ebenfalls die Strecke nach Hounslow West befuhren, stieß die Station allmählich an ihre Kapazitätsgrenzen. London Underground beschloss, rund 250 Meter weiter westlich einen Neubau zu errichten. Dieser entstand nach Plänen von Charles Holden und wurde am 25. März 1934 unter dem Namen Osterley eröffnet. Seit dem 9. Oktober 1964 verkehrt nur noch die Piccadilly Line auf dem Abschnitt westlich von Acton Town, da die District Line verkürzt wurde.
Die Anlagen am ursprünglichen Standort an der Thornbury Road blieben bis 1957 weitgehend intakt, doch dann wurden die Treppen und die Bahnsteige entfernt. Das Stationsgebäude hingegen blieb erhalten und dient heute als Secondhand-Buchladen.